# The Ashes 1998-99
Il The Ashes 1998-99 è la 60ª edizione del prestigioso The Ashes di cricket. La serie di 5 partite si è disputata in Australia tra il 20 novembre 1998 e il 6 gennaio 1999 nelle città di Brisbane, Perth, Adelaide, Melbourne e Sydney. La vittoria finale è andata per la sesta volta consecutiva alla selezione australiana che è riuscita ad imporsi per 3-1.

## Partite

### Test 1: Brisbane, 20-24 novembre 1998
| Data                | Luogo                                       |           |             | Risultato |
| ------------------- | ------------------------------------------- | --------- | ----------- | --------- |
| 20-24 novembre 1998 | Brisbane Cricket Ground Brisbane, Australia | Australia | Inghilterra | DRAW      |

| Innings | In battuta  | Al lancio   | Risultato                 | Note                         |
| ------- | ----------- | ----------- | ------------------------- | ---------------------------- |
| I       | Australia   | Inghilterra | 485/all out (158 overs)   |                              |
| II      | Inghilterra | Australia   | 375/all out (128.2 overs) |                              |
| III     | Australia   | Inghilterra | 237/3 (62 overs)          | Dichiarazione                |
| IV      | Inghilterra | Australia   | 179/6 (68 overs)          | Terminati i 5 giorni massimi |

### Test 2: Perth, 28-30 novembre 1998
| Data                | Luogo                        |             |           | Risultato              |
| ------------------- | ---------------------------- | ----------- | --------- | ---------------------- |
| 28-30 novembre 1998 | WACA Ground Perth, Australia | Inghilterra | Australia | AUS vince di 7 wickets |

| Innings | In battuta  | Al lancio   | Risultato                | Note |
| ------- | ----------- | ----------- | ------------------------ | ---- |
| I       | Inghilterra | Australia   | 112/all out (39 overs)   |      |
| II      | Australia   | Inghilterra | 240/all out (89.2 overs) |      |
| III     | Inghilterra | Australia   | 191/all out (70.2 overs) |      |
| IV      | Australia   | Inghilterra | 64/3 (23 overs)          |      |

### Test 3: Adelaide, 11-15 dicembre 1998
| Data                | Luogo                             |           |             | Risultato             |
| ------------------- | --------------------------------- | --------- | ----------- | --------------------- |
| 11-15 dicembre 1998 | Adelaide Oval Adelaide, Australia | Australia | Inghilterra | AUS vince di 205 runs |

| Innings | In battuta  | Al lancio   | Risultato                 | Note          |
| ------- | ----------- | ----------- | ------------------------- | ------------- |
| I       | Australia   | Inghilterra | 391/all out (125.5 overs) |               |
| II      | Inghilterra | Australia   | 227/all out (82.5 overs)  |               |
| III     | Australia   | Inghilterra | 278/5 (98 overs)          | Dichiarazione |
| IV      | Inghilterra | Australia   | 237/all out (89 overs)    |               |

### Test 4: Melbourne, 26 dicembre-30 dicembre 1998
| Data                | Luogo                                         |             |           | Risultato            |
| ------------------- | --------------------------------------------- | ----------- | --------- | -------------------- |
| 26-30 dicembre 1998 | Melbourne Cricket Ground Melbourne, Australia | Inghilterra | Australia | ENG vince di 12 runs |

| Innings | In battuta  | Al lancio   | Risultato                | Note |
| ------- | ----------- | ----------- | ------------------------ | ---- |
| I       | Inghilterra | Australia   | 270/all out (76 overs)   |      |
| II      | Australia   | Inghilterra | 340/all out (98.3 overs) |      |
| III     | Inghilterra | Australia   | 244/all out (80.2 overs) |      |
| IV      | Australia   | Inghilterra | 162/all out (46.4 overs) |      |

### Test 5: Sydney, 2-6 gennaio 1999
| Data             | Luogo                                   |           |             | Risultato                               |
| ---------------- | --------------------------------------- | --------- | ----------- | --------------------------------------- |
| 2-6 gennaio 1999 | Sydney Cricket Ground Sydney, Australia | Australia | Inghilterra | AUS vince di 98 runs AUS VINCE LA SERIE |

| Innings | In battuta  | Al lancio   | Risultato                | Note |
| ------- | ----------- | ----------- | ------------------------ | ---- |
| I       | Australia   | Inghilterra | 322/all out (87.3 overs) |      |
| II      | Inghilterra | Australia   | 220/all out (80.1 overs) |      |
| III     | Australia   | Inghilterra | 184/all out (64.5 overs) |      |
| IV      | Inghilterra | Australia   | 188/all out (66.1 overs) |      |